# The Newsreader
The Newsreader är en australisk dramaserie vars första säsong består av sex avsnitt. Serien hade  premiär den 15 augusti 2021. Seriens andra säsong också den bestående av sex avsnitt hade premiär den 10 september 2023. Seriens tredje och sista säsong hade premiär 2 februari 2025. Serien är skapad av Michael Lucas som också varit huvudförfattare till seriens manus. I Sverige visas serien på Viaplay.

## Handling
Serien utspelar sig år 1986 och kretsar kring en ambitiös journalist och ett nyhetsankare som är notoriskt svårhanterlig.

## Rollista i urval
- Anna Torv - Helen Norville
- Sam Reid - Dale Jennings
- Robert Taylor - Geoff Walters
- William McInnes - Lindsay Cunningham
- Marg Downey - Evelyn Walters
- Stephen Peacocke - Rob Rickards
- Michelle Lim Davidson - Noelene Kim
- Chum Ehelepola - Dennis Tibb
- Rory Fleck Byrne - Gerry Carroll